# Denis Arndt
Denis Arndt (* 23. Februar 1939 in Issaquah, Washington; † 25. März 2025 in Ashland, Oregon) war ein US-amerikanischer Theater- und Filmschauspieler.

## Leben
Denis Arndt diente als Hubschrauberpilot der United States Army im Vietnamkrieg, danach war er als Hubschrauberpilot in Alaska tätig. Er schloss ein Studium an der University of Washington ab und war als Theater-Schauspieler tätig, ab 1974 aber überwiegend in Filmen und Fernsehserien. 1992 spielte er „Lieutenant Walker“ in Basic Instinct oder 2003 „Sgt. Howard“ in S.W.A.T. – Die Spezialeinheit. 2006 spielte er den CIA-Direktor Im Fadenkreuz II – Achse des Bösen oder „Ashe“ in Bandidas. Sein Schaffen für Film und Fernsehen umfasst mehr als 75 Produktionen, zuletzt trat er 2023 in einem Kurzfilm auf, zuvor hatte er 2018 in einer Folge von Mr. Mercedes mitgespielt. Seit den 1970er Jahren war er auch als Theaterschauspieler tätig.
2016 spielte er eine Hauptrolle in dem Broadway-Stück Heisenberg, dies brachte ihm 2017 eine Nominierung für einen Tony Award ein. Mit dieser Rolle gab er sein Debüt als Broadway.

## Tod
Arndt starb am 25. März 2025 im Alter von 86 Jahren in seinem Zuhause. Er hinterließ seine Ehefrau und mehrere Kindern sowie Enkel und Urenkel.

## Filmografie (Auswahl)
- 1976: Dawn Flight (Kurzfilm)
- 1989: Wunderbare Jahre (The Wonder Years, Fernsehserie, eine Folge)
- 1990–1991: L.A. Law – Staranwälte, Tricks, Prozesse (L.A. Law, Fernsehserie, 11 Folgen)
- 1990: Columbo: Mord nach Termin (Agenda for Murder, Fernsehreihe)
- 1990: Mord ist ihr Hobby (Murder, She Wrote, Fernsehserie, eine Folge)
- 1992: Basic Instinct
- 1992: Final Pulse
- 1992: Das Gift des Zweifels (Cruel Doubt, Fernsehfilm)
- 1993: Superman – Die Abenteuer von Lois & Clark (Lois & Clark: The New Adventures of Superman, Fernsehserie, eine Folge)
- 1993–1996: Picket Fences – Tatort Gartenzaun (Picket Fences, Fernsehserie, 12 Folgen)
- 1994: SeaQuest DSV (Fernsehserie, 2 Folgen)
- 1995: Ein amerikanischer Quilt (How to Make an American Quilt)
- 1997: Metro – Verhandeln ist reine Nervensache (Metro)
- 1997: Asteroid – Tod aus dem All (Asteroid, Fernsehfilm)
- 1998: Kollision am Himmel (Blackout Effect, Fernsehfilm)
- 1999: Ally McBeal (Fernsehserie, eine Folge)
- 1999: Dying to Live (Fernsehfilm)
- 1999: Chicago Hope – Endstation Hoffnung (Chicago Hope, Fernsehserie, eine Folge)
- 1999–2003: Practice – Die Anwälte (The Practice, Fernsehserie, 6 Folgen)
- 2002: Dead Heat – Tödliches Rennen (Dead Heat)
- 2002: Undisputed – Sieg ohne Ruhm (Undisputed)
- 2002: CSI: Den Tätern auf der Spur (CSI: Crime Scene Investigation, Fernsehserie, eine Folge)
- 2003: S.W.A.T. – Die Spezialeinheit (S.W.A.T.)
- 2004: Anacondas: Die Jagd nach der Blut-Orchidee (Anacondas: The Hunt for the Blood Orchid)
- 2005: 24 (Fernsehserie, eine Folge)
- 2006: Bandidas
- 2006: Im Fadenkreuz II – Achse des Bösen (Behind Enemy Lines II: Axis of Evil)
- 2011: Grey’s Anatomy (Fernsehserie, eine Folge)
- 2014: Mein Freund, der Delfin 2 (Dolphin Tale 2)
- 2018: How to Get Away with Murder (Fernsehserie, eine Folge)